# Prokoenenia wheeleri
Prokoenenia wheeleri är en spindeldjursart som beskrevs av Borner 1901. Prokoenenia wheeleri ingår i släktet Prokoenenia och familjen Prokoeneniidae. Inga underarter finns listade i Catalogue of Life.